# Alex Wyndham
Alex Wyndham, född 1 januari 1981, är en brittisk skådespelare känd bland annat för rollen som Maecenas i TV-serien Rome (2007) och som Armand De Gascogne i Arn – Tempelriddaren (2007).

## Filmografi

### Filmer
- 2006 – Som ni behagar
- 2007 – Arn – Tempelriddaren

### TV-serier
- 2006 – The Line of Beauty
- 2007 – Rome (TV-serie) (sju avsnitt)
- 2014 – The Crimson Field (TV-serie)
- 2021 – Yellowjackets (TV-serie)